# Cronologia da história de Portugal
As seguintes tabelas descrevem os acontecimentos que marcam a História de Portugal, por ordem cronológica.

## Antes de Portugal
| Ano      | Evento(s) |
| -------- | --- |
| 218 a.C. | - As legiões romanas chegam à Península Ibérica durante a Segunda Guerra Púnica.                                              |
| 193 a.C. | - Início da guerra entre lusitanos e romanos.                                                                                 |
| 150 a.C. | - O pretor Sérvio Sulpício Galba atrai os lusitanos para uma armadilha, massacra milhares e vende os restantes como escravos. |
| 147 a.C. | - Viriato chefia os lusitanos contra os romanos.                                                                              |
| 139 a.C. | - Viriato é morto à traição.                                                                                                  |
| 82 a.C.  | - Recomeça a luta na Lusitânia, com Sertório no comando.                                                                      |
| 61 a.C.  | - Júlio César vem à Lusitânia e avança até à Galécia.                                                                         |
| 27 a.C.  | - Olisipo torna-se município romano.                                                                                          |
| 409 d.C. | - Suevos, alanos e vândalos invadem a Península.                                                                              |
| 415      | - Os visigodos entram na Península.                                                                                           |
| 468      | - Os suevos pilham e destroem Conímbriga.                                                                                     |
| 475      | - Elaboração do Código de Eurico, primeira compilação do direito visigótico.                                                  |
| 585      | - Fim do reino suevo e anexação ao reino visigodo de Leovigildo.                                                              |
| 589      | - Conversão ao catolicismo de Recaredo I.                                                                                     |
| 711      | - Invasão muçulmana da Península comandado por Tárique. Batalha de Guadalete.                                                 |
| 844      | - Ataques viquingues. Assalto a Lisboa.                                                                                       |

## Séculos IX-XI
| Ano  | Evento(s) |
| ---- | --- |
| 868  | - Vimara Peres ocupa de presúria a cidade de Portucale. Torna-se no primeiro conde de Portucale.                                                                                        |
| 873  | - Morte de Vimara Peres. Sucede-lhe o filho Lucídio Vimaranes. |
| 878  | - Coimbra é conquistada aos mouros. Hermenegildo Guterres torna-se conde de Coimbra. |
| 926  | - Hermenegildo Gonçalves casa-se com Mumadona Dias. |
| 950  | - A condessa Mumadona Dias divide pelos seus filhos os seus domínios. Seu filho Gonçalo Mendes, conde de Portucale torna-se conde.                                                      |
| 962  | - Revolta de Gonçalo I Mendes contra Sancho I de Leão. |
| 966  | - Revolta de Gonçalo Moniz, conde de Coimbra contra Sancho I. |
| 968  | - Morte de Mumadona Dias. |
| 985  | - Saqueada Braga por Almançor. |
| 987  | - Perda de Coimbra para os mouros. - Gonçalo Mendes usa o título de magnus dux portucalensium.                                                                                          |
| 1054 | - Fernando I de Leão e Castela conquista Tarouca, Seia, Lamego e Viseu. |
| 1064 | - Reconquista definitiva de Coimbra. |
| 1071 | - O conde de Portucale Nuno Mendes revolta-se contra Garcia da Galiza, sendo morto. |
| 1092 | - O conde Raimundo da Borgonha assume o governo da Galiza. |
| 1093 | - Soeiro Mendes torna-se conde de Coimbra, substituindo o conde Sesnando Davides. - O rei de Badajoz entrega a Afonso VI de Leão e Castela as localidades de Santarém, Lisboa e Sintra. |
| 1094 | - Iúçufe ibne Taxufine conquista Lisboa e derrota o conde Raimundo. |
| 1096 | - O conde D. Henrique casa-se com Teresa de Leão. Constituição do Condado Portucalense. Governo do condado por D. Henrique.                                                             |

## Século XII
| Ano  | Evento(s) |
| ---- | --- |
| 1111 | - Nascimento de Afonso Henriques. - Revolta dos cavaleiros vilãos de Coimbra contra D. Henrique. |
| 1112 | - Morte do conde D. Henrique. D. Teresa governa o condado Portucalense. |
| 1117 | - Cerco de Coimbra. |
| 1125 | - Afonso Henriques arma-se cavaleiro em Zamora. |
| 1128 | - Os templários estabelecem-se em Portugal. Batalha de S. Mamede. D. Afonso assume o governo do condado. |
| 1131 | - Coimbra torna-se a capital, substituindo Guimarães. |
| 1137 | - É assinada a paz de Tui. |
| 1139 | - Batalha de Ourique. D. Afonso é aclamado rei. |
| 1140 | - Afonso Henriques usa o título de Rei oficialmente. - Torneio de Arcos de Valdevez. |
| 1143 | - Tratado de Zamora. Acto de vassalagem de Afonso I ao papa. |
| 1145 | - Reconquista definitiva de Leiria. |
| 1147 | - Tomada de Santarém de surpresa. - Conquista de Lisboa. |
| 1148 | - Conquista do Oeste. Tomadas Alpedriz, Óbidos, Torres Novas, Torres Velhas e Alenquer. |
| 1158 | - Conquista de Alcácer do Sal e Santiago do Cacém. - Guerra com Leão. |
| 1159 | - Conquista de Évora e Beja. |
| 1160 | - Selada a paz com Leão. |
| 1161 | - Invasão almóada e Batalha de Alcácer do Sal. Perda de todas as conquistas a sul do Tejo menos Alcácer do Sal. |
| 1162 | - Reconquista de Beja. |
| 1165 | - Reconquista de Évora. |
| 1166 | - Conquista de Odemira. Conquista de Moura pelos irmãos Pedro e Álvaro Rodrigues, e perdida logo a seguir. |
| 1167 | - Conquista de Noudar. Guerra com Leão. Batalha de Arganal. Invasão da Galiza. |
| 1169 | - Derrota de Badajoz. Afonso Henriques é feito prisioneiro pelo genro e libertado. Selada a paz com Leão. |
| 1173 | - Assinadas tréguas com os Almóadas. - D. Sancho é associado à regência. |
| 1178 | - Fossado de Triana |
| 1179 | - O papa reconhece o reino de Portugal pela bula Manifestis probatum. - Quarta invasão Almóada. |
| 1180 | - Batalha do Cabo Espichel. Évora é sitiada e Coruche destruída. |
| 1181 | - Évora é descercada. O exército almóada retira-se de Portugal. |
| 1184 | - Quinta Invasão Almóada. Cerco de Santarém. - Assinadas tréguas com os Almóadas. |
| 1185 | - Morte de D. Afonso. Sucede-lhe seu filho D. Sancho. |
| 1189 | - Conquista de Silves com a ajuda de cruzados. |
| 1190 | - Sexta invasão almóada. Cerco de Tomar. Cerco de Santarém. Cerco de Silves. |
| 1191 | - Ofensiva de Iacube Almançor que avança até Palmela, Almada, Moura e Serpa. Depois desta investida muçulmana, Santarém e Lisboa ficavam à mercê dos árabes. Das praças portuguesas no Alentejo, só Évora ficou em posse portuguesa. |
| 1194 | - Doação de Belver por Sancho I aos freires da Ordem do Hospital. |
| 1197 | - Conquista por D. Sancho I das praças de Tui e Pontevedra. |
| 1199 | - Fundação da Guarda. |

## Século XIII
| Ano       | Evento(s) |
| --------- | --- |
| 1200      | - Fundação de Benavente e Azambuja. |
| 1208      | - Revolta dos burgueses do Porto contra o bispo. |
| 1210      | - Conflito do rei com o bispo de Coimbra. Prisão do bispo.                                                                                                  |
| 1211      | - Morte de Sancho I, sucede-lhe Afonso II. - Primeiras cortes. Publicação das primeiras leis escritas.                                                      |
| 1215      | - Morte do chanceler Julião Pais. |
| 1217      | - Conquista definitiva de Alcácer do Sal. |
| 1219      | - Guerra com Leão. |
| 1220      | - Primeiras Inquirições por ordem do rei. |
| 1222      | - Chaves é ocupada pelos leoneses. |
| 1223      | - Morte de Afonso II, sucede-lhe o filho Sancho II. - Selada a paz com Leão.                                                                                |
| 1226      | - Mais de cem mercadores portugueses conseguem em Inglaterra garantia contra os corsários.                                                                  |
| 1229      | - Conquista de Elvas e Juromenha. - Cortes de Coimbra. Um legado papal vem a Portugal tentar restabelecer a ordem.                                          |
| 1232      | - Conquista de Serpa e de Moura - Fundação de Crato e Castelo de Vide.                                                                                      |
| 1238      | - Conquista de Arronches, Mértola, Alfajar da Pena, Alcoutim e Aiamonte.                                                                                    |
| 1245      | - O papa Inocêncio IV depõe o rei Sancho como rex inutilis e nomeia o irmão Afonso governador do reino. Guerra civil.                                       |
| 1248      | - Início do reinado de Afonso III. |
| 1249      | - Conquista do Algarve. A guerra continua no mar. |
| 1250-1252 | - Hostilidades com o rei de Castela pelo domínio do Algarve.                                                                                                |
| 1253      | - Lei com tabelamento geral dos géneros, mercadorias e salários.                                                                                            |
| 1254      | - Cortes de Leiria com representantes municipais. |
| 1258      | - São feitas novas Inquirições gerais. |
| 1267      | - O rei Afonso X de Castela cede ao infante D. Dinis o domínio do Algarve em troca da desistência portuguesa à região entre o rios Guadiana e Guadalquivir. |
| 1279      | - Morte de Afonso III. Reinado de D. Dinis. |
| 1288      | - Um grupo de prelados e priores portugueses pede ao papa a confirmação de um Estudo Geral (fundação da Universidade).                                      |
| 1289      | - Concordata dos quarenta artigos, termo das lutas entre reis e clero.                                                                                      |
| 1293      | - Confirmação pelo rei da bolsa de comércio fundada pelos mercadores portugueses.                                                                           |
| 1297      | - Tratado de Alcanizes. São fixadas definitivamente as fronteiras entre Portugal e Castela.                                                                 |

## Século XIV
| Ano       | Evento(s) |
| --------- | --- |
| 1305      | - O rei proíbe que alguém, além do rei, possa armar cavaleiros. |
| 1319      | - Fundação da Ordem de Cristo. |
| 1320      | - Revolta do infante Afonso contra o rei. |
| 1325      | - Morte de D. Dinis. Afonso IV torna-se rei. |
| 1336      | - Expedição às ilhas Canárias. |
| 1340      | - Batalha do Salado. |
| 1348-1349 | - Epidemia de peste negra. - Primeira lei de trabalho rural obrigatório. |
| 1353      | - Tratado de comércio entre Eduardo III e os mercadores portugueses. |
| 1355      | - O infante D. Pedro revolta-se após a morte de Inês de Castro. |
| 1357      | - Morte de Afonso IV. Reinado de Pedro I. |
| 1360      | - O rei D. Pedro jura solenemente ter casado em segredo com Inês de Castro. |
| 1367      | - Morte de Pedro I, sucede-lhe D. Fernando. |
| 1369      | - Primeira guerra com Castela. |
| 1371      | - Paz de Alcoutim. |
| 1372      | - Casamento de D. Fernando com Leonor Teles. Revolta popular e repressão. - Tratado de Tagilde, aliança e paz entre o rei e o duque de Lencastre. - Segunda guerra com Castela.                                                                      |
| 1373      | - Aliança entre D. Fernando e o rei Eduardo III de Inglaterra. |
| 1375      | - Publicação da lei das Sesmarias. |
| 1381      | - Terceira guerra com Castela. |
| 1383      | - Casamento da infanta D. Beatriz com João I de Castela. - Morte de D. Fernando. Leonor Teles assume a regência em nome da filha. - O conde Andeiro é morto pelo Mestre de Avis que é aclamado pelo povo de Lisboa como Regedor e Defensor do Reino. |
| 1384      | - 6 de Abril: Vitória militar de Nuno Álvares Pereira na batalha dos Atoleiros. - Cerco de Lisboa e bloqueio naval. |
| 1385      | - 6 de Abril: Cortes de Coimbra, o Mestre de Avis é aclamado rei como D. João I. Nuno Álvares é nomeado Condestável do Reino. - 29 de Maio: Batalha de Trancoso. - 14 de Agosto: Batalha de Aljubarrota. - 14 de Outubro: Batalha de Valverde.       |
| 1386      | - Tratado de Windsor, a mais antiga aliança do mundo entre Portugal e Inglaterra. |
| 1387      | - Casamento de D. João I com Filipa de Lencastre. |
| 1388      | - Início da construção do Mosteiro da Batalha. |
| 1389      | - Início da construção do Convento do Carmo por Nuno Álvares. |
| 1391      | - Cortes de Viseu: reposição das leis de tabelamento de preços e de trabalho obrigatório. |
| 1397      | - Ataque feito pelo infante D. Dinis contra Viseu. |
| 1400      | - Tréguas com Castela. Fim da guerra. |

## Século XV
| Ano  | Evento(s) |
| ---- | --- |

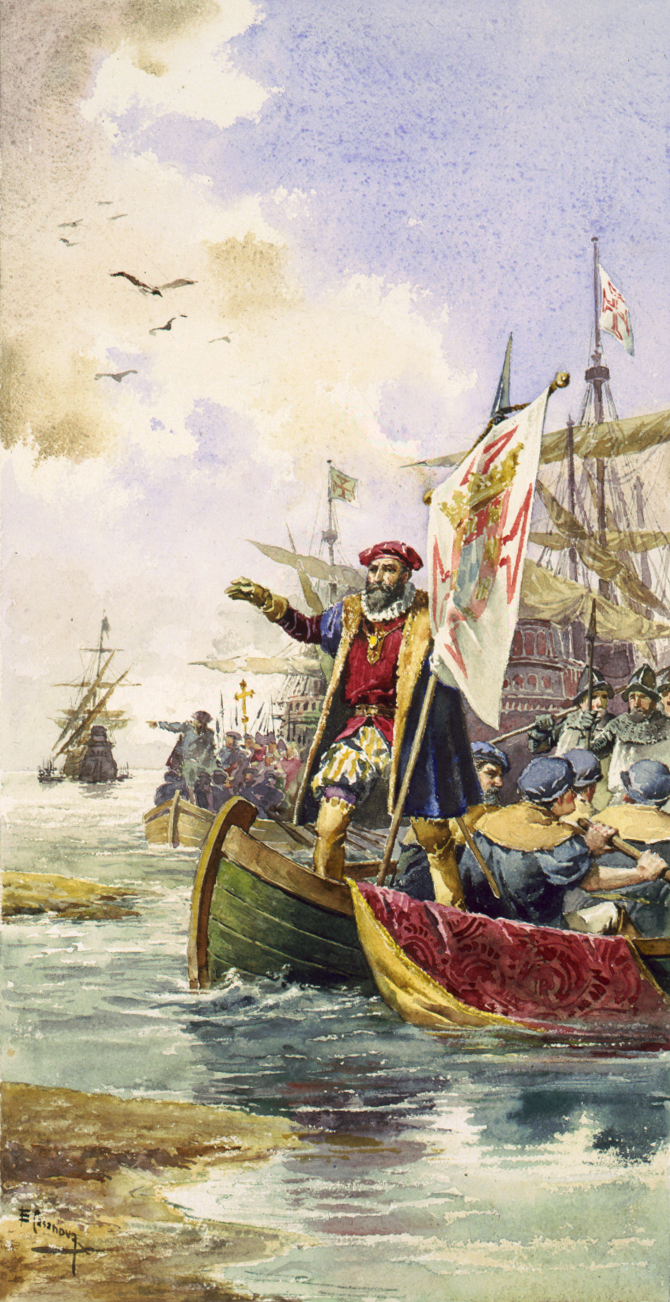
Pintura de Vasco da Gama na chegada à Índia, ostentando a bandeira usada nos Descobrimentos: As armas de Portugal e a cruz da Ordem de Cristo, patrocinadores do movimento de expansão iniciado pelo Infante D. Henrique.

| 1401 | - Casamento entre D. Afonso, filho natural de D. João I com D. Beatriz, filha do condestável D. Nuno. Afonso torna-se conde de Barcelos e mais tarde duque de Bragança. |
| 1411 | - Tratado de paz com Castela. |
| 1415 | - Conquista de Ceuta, expedição comandada por D. João I. Início da expansão portuguesa. - São criados os ducados de Coimbra, dado ao infante D. Pedro e de Viseu dado ao infante D. Henrique. |
| 1418 | - Redescoberta da ilha de Porto Santo por João Gonçalves Zarco. |
| 1419 | - Redescoberta da ilha da Madeira. |
| 1420 | - O Infante D. Henrique é nomeado administrador da Ordem de Cristo. |
| 1427 | - Descoberta dos Açores por Diogo de Silves. |
| 1433 | - Morte de D. João I. Sucede-lhe seu filho D. Duarte. |
| 1434 | - Publicação da Lei Mental. - Gil Eanes dobra o cabo Bojador. - Fernão Lopes é incumbido pelo rei de colocar em crónica as histórias dos reis de Portugal. |
| 1435 | - Gil Eanes e Afonso Gonçalves Baldaia chegam à Angra dos Ruivos, a sul do Bojador. |
| 1436 | - Afonso Baldaia explora a região a que chama de Rio do Ouro. |
| 1437 | - Tentativa falhada de conquistar Tânger. O infante D. Fernando é feito refém como promessa da devolução de Ceuta. |
| 1438 | - Cortes de Leiria que decidem não entregar Ceuta em troca do infante D. Fernando. - Morte de D. Duarte. Regência da rainha viúva D. Leonor. Início do reinado de D. Afonso V. |
| 1439 | - Regência de D. Pedro. |
| 1441 | - O navegador Antão Gonçalves atinge o Cabo Branco. |
| 1442 | - O conde de Barcelos D. Afonso torna-se no 1.º Duque de Bragança. |
| 1443 | - O navegador Nuno Tristão atinge os baixos de Arguim. |
| 1446 | - Publicação das Ordenações Afonsinas. |
| 1449 | - Termina a regência de D. Pedro. O rei atinge a maioridade. Batalha de Alfarrobeira onde morre D. Pedro. |
| 1455 | - Descoberta das ilhas de Cabo Verde. |
| 1458 | - Conquista de Alcácer-Ceguer por Afonso V. |
| 1460 | - Pedro de Sintra chega à Serra Leoa. - Morte do Infante D. Henrique. |
| 1469 | - A empresa dos descobrimentos é entregue ao mercador Fernão Gomes. |
| 1471 | - Conquista de Arzila e ocupação de Tânger abandonada pelos mouros. |
| 1476 | - Guerra com Castela. Batalha de Toro. |
| 1481 | - D. Afonso V morre e D. João II torna-se rei de Portugal. - Cortes de Évora onde D. João II inicia uma luta contra o poderio da nobreza, defendendo a centralização do poder. - Casa da Mina é instalada em Lisboa. - Introdução da imprensa em Portugal. |
| 1482 | - Cortes de Santarém. - Construção do Castelo de São Jorge da Mina. |
| 1483 | - Diogo Cão chega ao Cabo do Lobo, na costa ocidental de África, e descobre a foz do Rio Zaire. - O duque de Bragança, D. Fernando é executado. |
| 1484 | - Chegada de João Afonso de Aveiro ao Benim, no interior do continente africano. - Diogo Cão atinge a foz do Rio Zaire e descobre, a seguir, a costa africana até à Serra Parda. - Começam-se a erigir-se "padrões" nas terras conquistadas com o intuito de se afirmar o domínio português. |
| 1485 | - Cristóvão Colombo apresenta a D. João II os seus planos de viagem até à Índia, que são rejeitados. Cristovão Colombo pede apoio a Castela, depois de ver negado o seu pedido de ajuda para descobrir o caminho para a Índia, pelo ocidente. - D. Leonor manda construir o hospital termal das Caldas da Rainha. - D. João II acrescenta o título de Senhorio da Guiné. - As armas reais do escudo de Portugal são alteradas por D. João II. |
| 1486 | - É criada a Casa dos Escravos. - A cidade marroquina de Azamor fica sob o domínio de D. João II. - João Afonso de Aveiro chega ao reino de Benim, na costa do Malabar |
| 1487 | - Preparativos da viagem à Índia por parte de D. João II enviando, por terra, vários emissários para recolha de informações. Destacam-se Afonso de Paiva (c. 1460 - c. 1490) e Pêro da Covilhã (c. 1450 — c. 1530), cujos relatos chegam ao reino por José Lamego. |
| 1488 | - Bartolomeu Dias dobra o Cabo das Tormentas, rebaptizado pelo rei como Cabo da Boa Esperança. - Bartolomeu Dias chega a Angras dos Vaqueiros. |
| 1490 | - Casamento do infante Afonso de Portugal com Isabel de Aragão. |
| 1491 | - Morte do infante Afonso de Portugal. |
| 1492 | - Numerosos judeus espanhóis refugiam-se em Portugal, após expulsão de Espanha. - Criação do Hospital Real de Todos-os-Santos, em Lisboa. |
| 1494 | - Assinatura do Tratado de Tordesilhas, entre Portugal e Castela em que se dividiu o mundo em duas zonas de influência, uma portuguesa, a outra castelhana. - Pêro da Covilhã chega à Etiópia. |
| 1495 | - Morte de D. João II. D. Manuel é aclamado rei de Portugal. - Cortes de Montemor-o-Novo - Epidemia de peste em Évora. |
| 1496 | - Expulsão dos judeus e dos mouros que se recusam à conversão ao Cristianismo. |
| 1497 | - Vasco da Gama parte do Restelo à descoberta de um caminho marítimo alternativo às rotas terrestres para a Índia. - O arquipélago da Madeira é incluído nos territórios dominados pela Casa Real portuguesa. - D. Manuel casa-se com Isabel de Aragão. |
| 1498 | - D. Manuel é jurado herdeiro da Coroa de Castela. - Vasco da Gama chega à Índia. - D. Manuel doa a zona de Belém à Ordem de São Jerónimo, para aí ser construído um mosteiro. - A Misericórdia de Lisboa é fundada por D. Leonor. |
| 1499 | - Fundação de uma feitoria real em Antuérpia. - São criadas as Misericórdias do Porto e de Évora. - Vasco da Gama é aclamado à sua chegada a Lisboa. |
| 1500 | - Descobrimento oficial do Brasil por Pedro Álvares Cabral. - Nascimento provável de Garcia de Orta, médico e naturalista. - Casamento do rei D. Manuel I com D. Maria de Castela. |

## Século XVI
| Ano       | Evento(s) |
| --------- | --- |

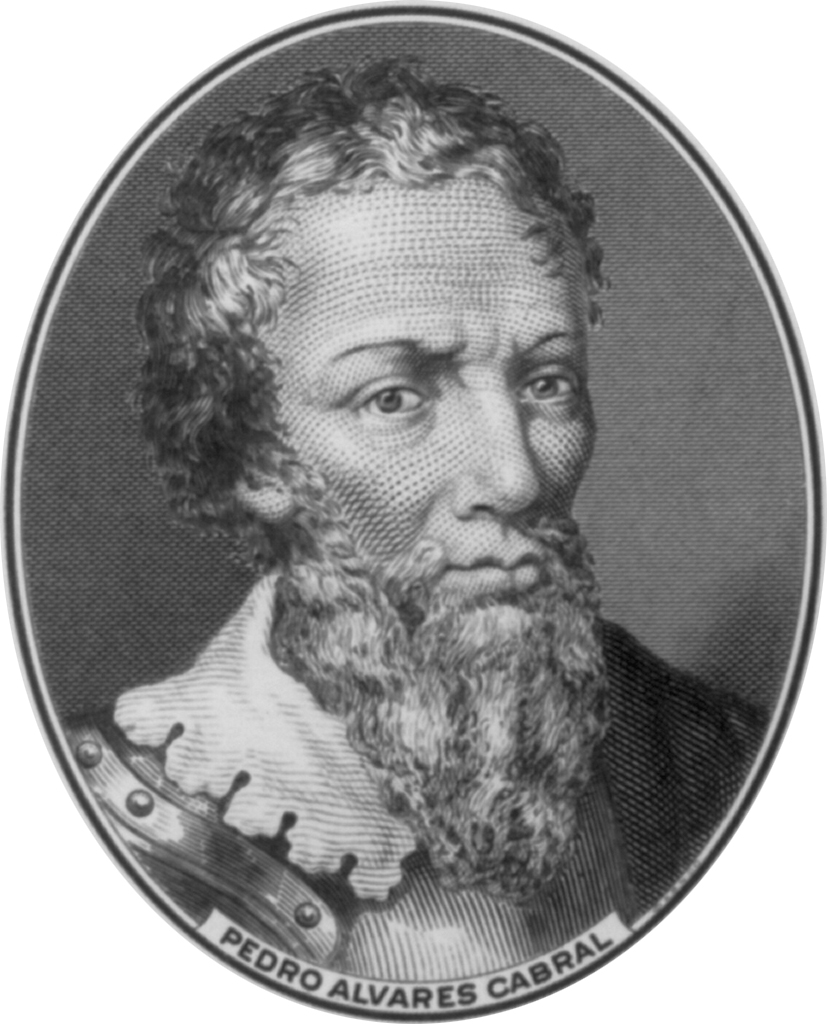
Pedro Álvares Cabral.

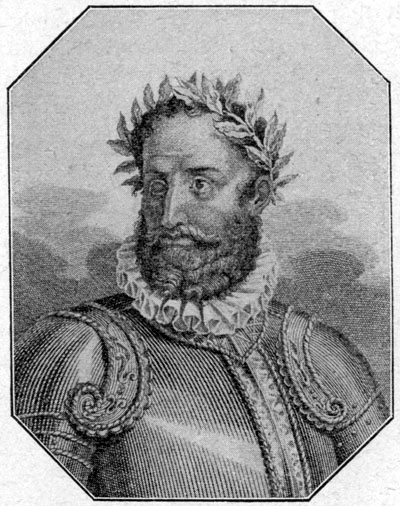
Luís Vaz de Camões.

| 1501      | - Descobrimento da Terra Nova por Gaspar Corte Real. - Início da construção do Mosteiro dos Jerónimos. |
| 1502      | - Fundação da feitoria portuguesa de Cochim. - Regimentos e reformas de D. Manuel I. - Portugal recebe o primeiro carregamento de pau-brasil. - Nascimento provável de Pedro Nunes, cosmógrafo e matemático. |
| 1503      | - A feitoria de Cochim é transformada em fortaleza. |
| 1505      | - D. Francisco de Almeida torna-se o primeiro vice-rei da Índia (em substituição de Tristão da Cunha que se apresentava cego) |
| 1506      | - Chacina dos judeus em Lisboa - Gil Vicente termina a custódia de Belém, lavrada em ouro dos tributos de Quíloa. |
| 1507      | - Conquista de Ormuz por D. Afonso de Albuquerque. - Ocupação da Ilha de Moçambique |
| 1508      | - Cerco de Arzila. - Conquista de Safim. - É criada a cidade do Funchal. |
| 1509      | - Publicado o Regimento das Casas da Índia e da Mina. - Afonso de Albuquerque substitui D. Francisco de Almeida, como vice-rei da Índia. |
| 1510      | - Conquista de Goa por D. Afonso de Albuquerque. |
| 1511      | - Conquista de Malaca por D. Afonso de Albuquerque. - Os portugueses instalam-se nas ilhas Molucas. |
| 1512      | - Início da publicação das Ordenações Manuelinas. |
| 1513      | - Faustosa embaixada à corte do Papa Leão X. - Conquista de Azamor. |
| 1514      | - Início da construção da Torre de Belém. |
| 1515      | - Conquista de Ormuz. |
| 1516      | - Publicação do Livro de Duarte Barbosa. - Ocupação de Timor. |
| 1517      | - Os portugueses chegam a Cantão na China. |
| 1518      | - Casamento de D. Manuel I com D. Leonor de Áustria. |
| 1519      | - Inicia-se a viagem de circum-navegação de Fernão de Magalhães ao serviço de Carlos V de Espanha. |
| 1520      | - Termina a Reforma dos Forais. |
| 1521      | - Morre D. Manuel I e D. João III torna-se rei de Portugal. - Fernão de Magalhães morre em combate, em Cebu, nas Filipinas. |
| 1522      | - A abóbada do transepto do Mosteiro dos Jerónimos é fechada por João de Castilho. |
| 1524      | - Ano provável de nascimento de Luís Vaz de Camões. - Vasco da Gama é nomeado vice-rei da Índia. - Vasco da Gama morre em Cochim. |
| 1525      | - Crescimento da exploração de sal no rio Sado - Casamento de D. João III com D. Catarina da Áustria. - Morte da rainha Leonor de Portugal, rainha de Portugal entre 1481-1495. |
| 1527      | - D. João III ordena o primeiro "numeramento" feito à população portuguesa, cerca de 1.400.000 habitantes, terminado alguns anos depois. |
| 1528-1529 | - António Tenreiro faz a viagem por terra da Índia para Portugal. |
| 1529      | - Assinatura do Tratado de Saragoça sobre a posse das Ilhas Molucas |
| 1531      | - Dá-se um terramoto em Lisboa. |
| 1532      | - Colonização do Brasil. |
| 1534      | - O Brasil é dividido em capitanias por D. João III |
| 1536      | - Estabelecimento do Santo Ofício em Portugal, pelo Papa Paulo III. |
| 1537      | - D. João III transfere definitivamente a Universidade para Coimbra. - Tentou-se demarcar, de forma precisa, a fronteira luso-castelhana. |
| 1538      | - Cerco de Diu. |
| 1539      | - Início da actividade do Santo Ofício em Lisboa com o cardeal D. Henrique como inquisidor-mor. |
| 1540      | - Início da censura pelo Santo Ofício. - Primeiros autos-de-fé - Instalação da Companhia de Jesus em Portugal. |
| 1541      | - Criação do Tribunal do Santo Ofício no Porto. - Criação do bispado de Miranda do Douro |
| 1542      | - Primeira viagem confirmada dos Portugueses ao Japão. - Fernão Mendes Pinto terá tomado pela primeira vez conhecimento do chá, no Japão. - Abandono das primeiras cidades conquistadas em África. |
| 1545      | - D. Henrique é nomeado Cardeal. |
| 1549      | - Tomé de Sousa é nomeado o primeiro governador-geral do Brasil |
| 1554      | - Nascimento de D. Sebastião, em Lisboa. |
| 1555      | - Fundação de feitoria em Lourenço Marques (actual Maputo) |
| 1557      | - Macau é cedido aos portugueses pelo imperador chinês Chi-Tsung, como recompensa dos serviços prestados na luta contra os piratas no Mar Amarelo. - Morte de D. João III - D. Catarina assume a regência de Portugal. |
| 1559      | - Ocupação do nordeste do Brasil pelos holandeses. |
| 1562      | - Cardeal D. Henrique assume a regência após o abandono de D. Catarina. |
| 1565      | - Fundação da cidade do Rio de Janeiro, por Estácio de Sá. |
| 1568      | - Aclamação de D. Sebastião. |
| 1572      | - Publicação da primeira edição de Os Lusíadas. |
| 1578      | - Expedição a África na tentativa de recuperar as cidades abandonadas por D. João III. - Batalha de Alcácer Quibir onde Portugal sofre uma pesada derrota e D. Sebastião I de Portugal morre criando um problema da sucessão. - Cardeal D. Henrique sucede a D. Sebastião, após a morte deste. - Nascimento de Filipe II de Portugal.                                                               |
| 1580      | - Cortes de Almeirim inutilmente convocadas na tentativa de se encontrar sucessor do trono. - Morte do Cardeal D. Henrique. - D. António, prior do Crato é aclamado rei na vila de Santarém. - Batalha de Alcântara. - Invasão de Portugal por parte de Filipe II de Espanha, logo após D. António ter sido aclamado rei pelo povo. - Portugal perde a independência para a Espanha dos Habsburgos. |
| 1581      | - As Cortes de Tomar declaram Filipe II rei de Portugal, com o título de Filipe I de Portugal. |
| 1583      | - Entrega do governo de Portugal ao sobrinho do rei Filipe I de Portugal, o cardeal-arquiduque Alberto, e consequente partida do rei para Madrid. |
| 1588      | - Derrota da "Armada Invencível" pelos ingleses, no Canal da Mancha. |
| 1595      | - Compilação de todas as leis existentes no reino. |
| 1598      | - Início das Invasões holandesas do Brasil, com um ataque repelido da expedição de Olivier van Noort ao Rio de Janeiro. - Morte de Filipe I. Subida ao trono de Filipe II de Portugal. |

## Século XVII
| Ano  | Evento(s) |
| ---- | --- |

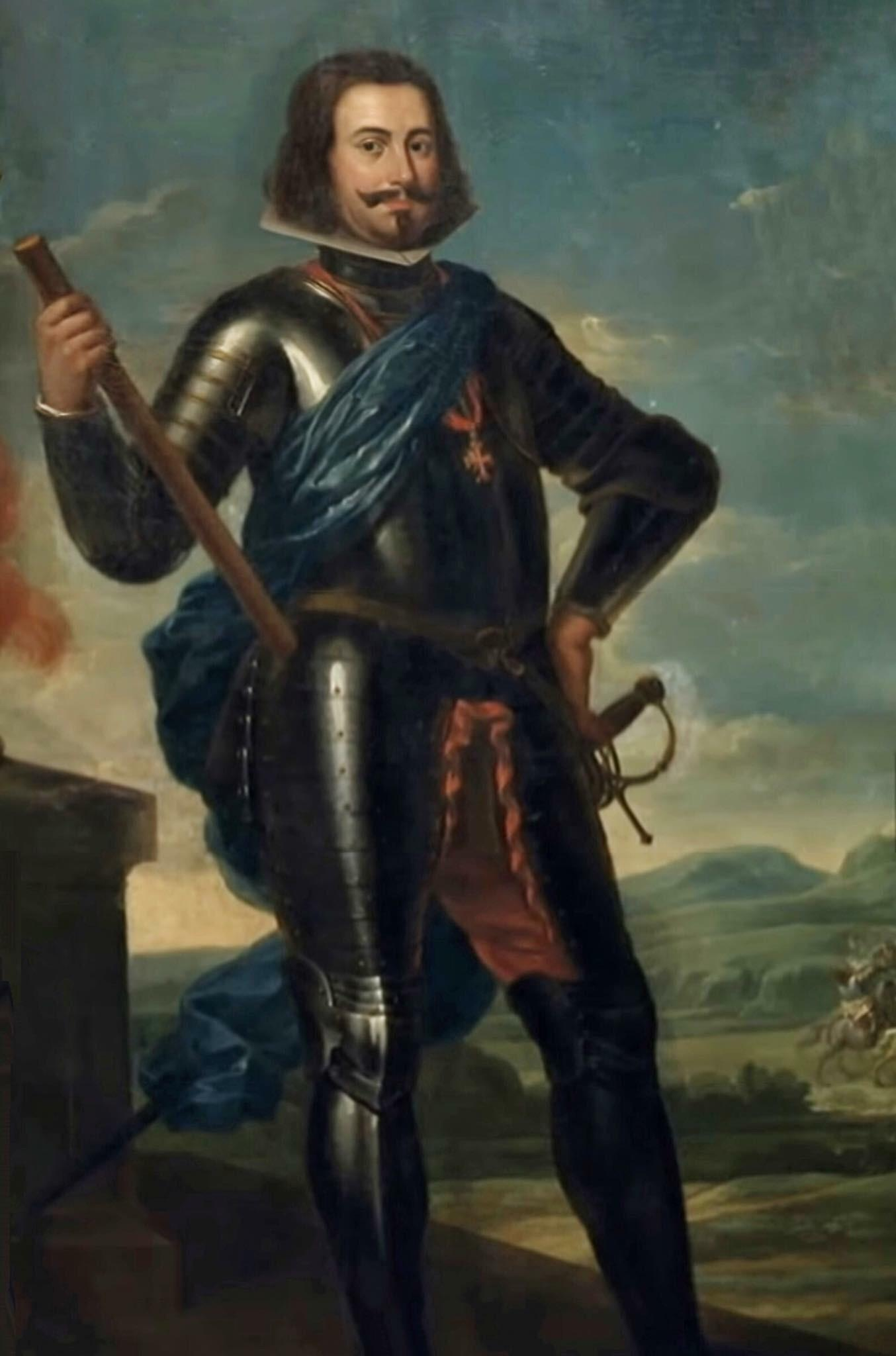
D. João IV é coroado rei depois da restauração da Independência

| 1603 | - Publicação das Ordenações Filipinas. |
| 1604 | - Ataque dos holandeses a Moçambique. - Nascimento de João IV de Portugal. |
| 1605 | - Nascimento de Filipe III de Portugal. |
| 1608 | - Nascimento do Padre António Vieira, prosador e orador. - Nascimento de D. Francisco Manuel de Melo, escritor e dramaturgo. |
| 1609 | - Ceilão é tomada aos portugueses pelos holandeses. |
| 1614 | - Primeira edição da Peregrinação (livro) de Fernão Mendes Pinto. |
| 1617 | - Expulsão dos portugueses do Japão. Comércio exclusivo do Japão com holandeses |
| 1619 | - Cortes de Lisboa onde o filho do rei é reconhecido como herdeiro do trono. |
| 1621 | - Morte de Filipe II de Portugal, e consequente subida ao trono de Filipe III de Portugal. |
| 1622 | - Os persas e ingleses conquistam Ormuz. |
| 1624 | - Os holandeses conquistam Bahia no Brasil. |
| 1625 | - Uma frota luso-espanhola recupera a cidade de Bahia. |
| 1630 | - Os holandeses conquistam Olinda e Recife, na capitania de Pernambuco. |
| 1633 | - Casamento de D. João IV com Luísa de Gusmão. |
| 1634 | - Ocupação de Paraíba, no Brasil, pelos holandeses. - Expulsão dos portugueses da Etiópia. |
| 1637 | - O Castelo de São Jorge da Mina é conquistado pelos holandeses. - Revolta do Manuelinho em Évora, representa um dos maiores símbolos da resistência popular ao domínio filipino. |
| 1638 | - Tomada de Arguim pelos holandeses. |
| 1640 | - Revolução do 1.º de Dezembro que termina com o governo dos espanhóis e origina a Restauração da independência de Portugal. - Coroação do Rei D. João IV de Portugal. |
| 1641 | - Nas cortes de Lisboa são tomadas medidas urgentes para reforçar a defesa do reino. - Malaca é conquistada pelos holandeses. - São Tomé e Príncipe e Angola são conquistadas pelos holandeses.                                                                                              |
| 1642 | - Criação do Conselho Ultramarino. |
| 1643 | - Nascimento do futuro rei Afonso VI de Portugal. |
| 1644 | - Derrota dos espanhóis na Batalha do Montijo pelas forças portuguesas comandadas por Matias de Albuquerque. - Os holandeses abandonam o Maranhão, no Brasil. |
| 1646 | - Nossa Senhora da Conceição é aclamada oficialmente Padroeira e Rainha de Portugal, em Vila Viçosa, e a partir desta data, os reis deixam de usar coroa, uma vez que é colocada na imagem de Nossa Senhora.                                                                                 |
| 1648 | - Reconquista de São Tomé e Príncipe e Angola aos holandeses. - Nascimento do rei Pedro II de Portugal em Coimbra. |
| 1654 | - Expulsão definitiva dos holandeses do Brasil. |
| 1654 | - Padre António Vieira prega o "Sermão de Santo António aos Peixes". |
| 1656 | - Morre o Rei D. João IV, D. Luísa de Gusmão assume a regência do reino. |
| 1659 | - Derrota pesada para os espanhóis na Batalha das Linhas de Elvas, pelas tropas portuguesas comandadas por D. António Luís de Meneses |
| 1662 | - D. Afonso VI atinge a maioridade torna-se rei de Portugal. - Eleição do Conde de Castelo Melhor para primeiro-ministro, a quem o rei entrega o governo. - Conquista de Cochim pelos holandeses.                                                                                            |
| 1663 | - Batalha do Ameixial (Guerra da Restauração). |
| 1664 | - Batalha de Castelo Rodrigo (Guerra da Restauração). |
| 1665 | - Batalha de Montes Claros (Guerra da Restauração). |
| 1666 | - Casamento de Afonso VI de Portugal com D. Maria Francisca Isabel de Saboia. |
| 1667 | - D. Afonso VI abdica do trono a favor do seu irmão Pedro II de Portugal, que assume o poder como príncipe regente. |
| 1668 | - Anulação do matrimónio entre D. Afonso VI e D. Maria de Sabóia. - Casamento de Pedro II de Portugal com a cunhada. - D. Afonso VI é desterrado para a Ilha Terceira, nos Açores. - Fim da Guerra da Restauração, com a assinatura de um tratado de paz em Lisboa entre Portugal e Espanha. |
| 1674 | - Regresso de D. Afonso VI ao reino, encerramento em Sintra. |
| 1677 | - Nascimento de Manuel da Maia, engenheiro militar. |
| 1683 | - Morte de D. Afonso VI, e consequente subida ao trono de D. Pedro II. |
| 1687 | - Casamento do rei D. Pedro II com Maria Sofia de Neuburgo (Segundo casamento do rei). |
| 1689 | - Nascimento de João V de Portugal em Lisboa. |
| 1697 | - Descoberta das minas de ouro e diamantes do Brasil - Reunião das Cortes para garantir a sucessão ao trono do filho mais velho do rei, o futuro João V de Portugal. |
| 1699 | - Chegada a Lisboa do primeiro carregamento de ouro vindo do Brasil. |

## Século XVIII
| Ano  | Evento(s) |
| ---- | --- |

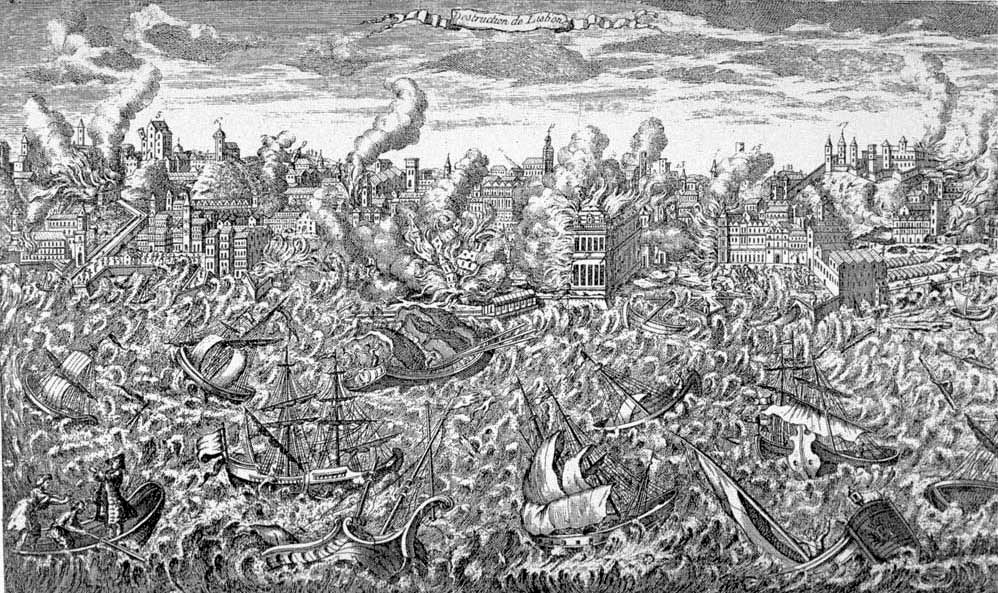
Terramoto de 1755, em Lisboa

| 1703 | - Tratado de Methuen, acordo comercial entre Portugal e Inglaterra. |
| 1706 | - Morte de D. Pedro II de Portugal. |
| 1707 | - Aclamação do Rei D. João V de Portugal. |
| 1708 | - Casamento de D. João V com D. Maria Ana da Áustria. |
| 1709 | - Invenção da passarola, por Bartolomeu de Gusmão. |
| 1713 | - Assinatura do Tratado de Utreque com a França. |
| 1714 | - Nascimento de D. José I de Portugal em Lisboa. |
| 1715 | - Assinatura do Tratado de Utreque com a Espanha. |
| 1717 | - Início da construção do Palácio-Convento de Mafra. - Início da construção da Biblioteca Joanina da Universidade de Coimbra.                                                                          |
| 1720 | - Fundação da Academia Real de História Portuguesa. |
| 1729 | - Casamento de D. José I com D. Mariana Vitória de Bourbon. |
| 1731 | - Introdução da ópera italiana em Portugal. |
| 1732 | - Início da construção do Aqueduto das Águas Livres. - Início da construção da Igreja dos Clérigos. |
| 1734 | - Nascimento de D. Maria I de Portugal em Lisboa. |
| 1750 | - Morte de D. João V e aclamação de D. José I. - Sebastião José de Carvalho e Melo, mais tarde conhecido como Marquês de Pombal, é nomeado Secretário de Estado dos Negócios Estrangeiros e da Guerra. |
| 1751 | - Abolição da escravatura dos índios do Brasil. |
| 1755 | - Criação da Companhia do Grão-Pará e Maranhão. - Terramoto de 1755 em Lisboa, a 1 de Novembro. - Início da reconstrução da Baixa Lisboeta.                                                            |
| 1756 | - Criação da Companhia Geral da Agricultura das Vinhas do Alto Douro. |
| 1758 | - Atentado, em Belém, contra o rei. |
| 1759 | - Expulsão dos Jesuítas. - Criação da Companhia Geral de Comércio de Pernambuco e Paraíba. |
| 1760 | - Casamento de D. Maria com D. Pedro III de Portugal, seu tio. |
| 1761 | - Abolição do tráfico de escravos em Portugal Continental. - Fundação do Real Colégio dos Nobres. |
| 1767 | - Nascimento de João VI de Portugal em Lisboa. |
| 1777 | - Morte de D. José I e aclamação de D. Maria I. - Afastamento do Marquês de Pombal. |
| 1779 | - Fundação da Academia Real das Ciências. |
| 1780 | - Fundação da Casa Pia de Lisboa. |
| 1784 | - Inauguração da iluminação pública nas ruas de Lisboa. |
| 1785 | - Casamento de D. João VI com D. Carlota Joaquina. |
| 1786 | - Morte de D. Pedro III. |
| 1792 | - Entrega do governo ao príncipe herdeiro D. João, por doença da rainha. |
| 1796 | - Fundação da Biblioteca Pública de Lisboa. |
| 1797 | - Introdução do papel-moeda em Portugal. |
| 1798 | - Nascimento de D. Pedro IV de Portugal em Lisboa. |
| 1799 | - D. João assume a regência. - Nascimento de Almeida Garrett , escritor |

## Século XIX
| Ano  | Evento(s) |
| ---- | --- |

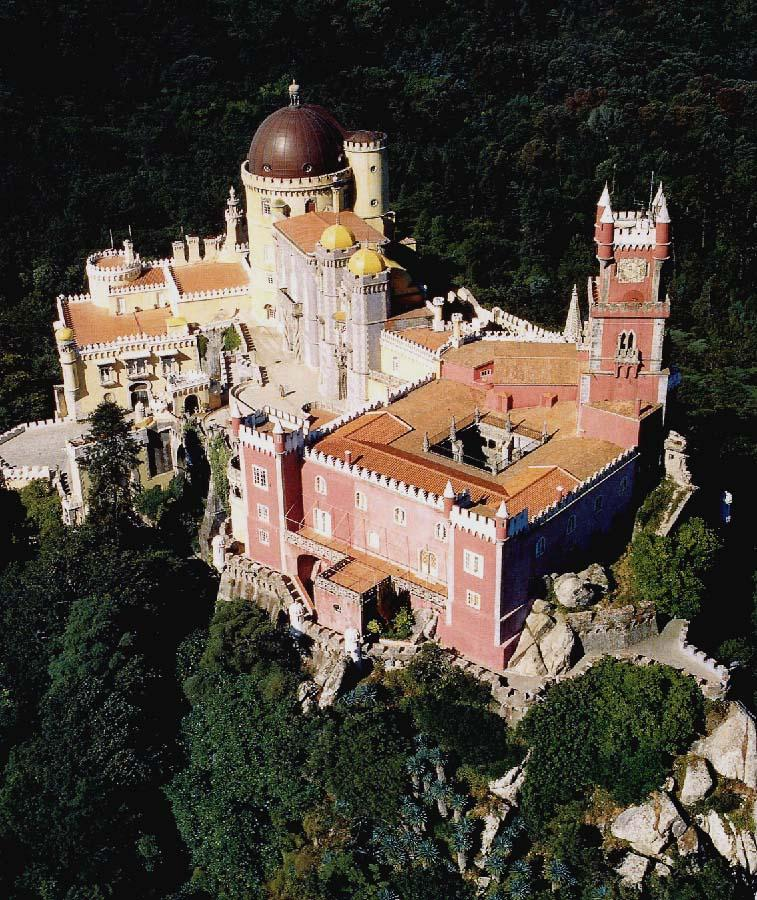
O Palácio da Pena é mandado erguer neste século

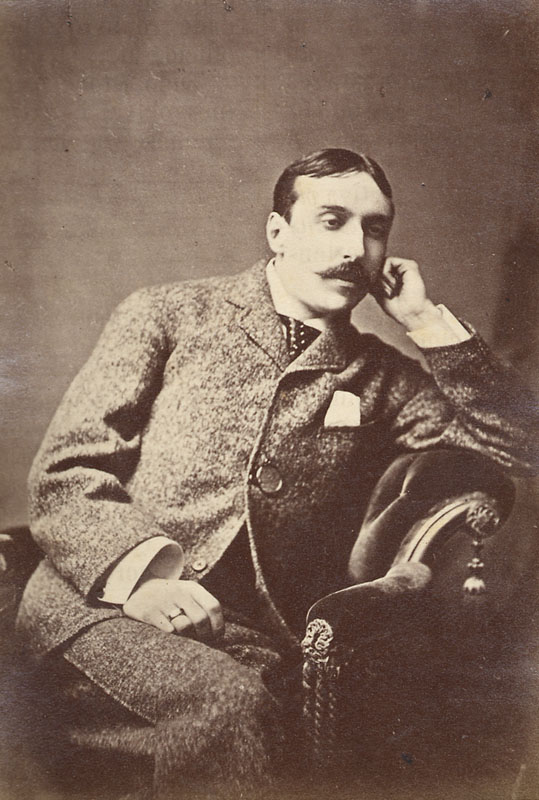
Eça de Queirós, escritor

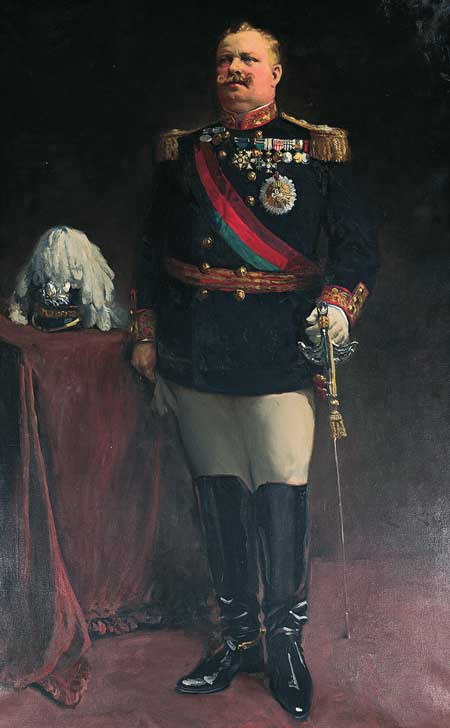
O regicídio de D. Carlos I de Portugal e do príncipe herdeiro D. Luís Filipe, por republicanos, foi mais um passo para a instauração da República

| 1802 | - Nascimento de D. Miguel I de Portugal em Queluz. |
| 1806 | - Bloqueio Continental imposto por Napoleão. |
| 1807 | - Assinatura do tratado secreto de Fontainebleau. - Primeira invasão francesa comandada pelo general Junot. - Partida de D. Maria I e toda a família real para o Brasil. - O Rio de Janeiro passa a ser a sede do governo português e a capital do reino. |
| 1808 | - Batalhas de Roliça e Vimeiro entre os exércitos anglo-luso e francês. - Convenção de Sintra onde Junot se compromete a sair de Portugal. |
| 1809 | - Segunda invasão francesa comandada pelo general Soult. - Retirada das forças napoleónicas graças à acção das tropas anglo-lusas. |
| 1810 | - Terceira invasão francesa comandada pelo general Massena. - Batalha do Buçaco e das Linhas de Torres que são decisivas na vitória contra os franceses. - Nascimento de Alexandre Herculano, escritor. |
| 1816 | - Morte de D. Maria e aclamação de D. João VI. |
| 1817 | - Conspiração liberal em Lisboa liderada por Gomes Freire de Andrade. - D. Pedro, filho de D. João VI, recebe o título de Príncipe do Brasil. |
| 1818 | - Casamento de D. Pedro IV de Portugal com D. Maria Leopoldina de Áustria. |
| 1819 | - Nascimento de D. Maria II de Portugal no Rio de Janeiro. |
| 1820 | - Revolução Liberal no Porto. - Instauração do regime constitucional-liberal. |
| 1821 | - Regresso de D. João VI e da sua corte a Lisboa. - D. Pedro permanece no Brasil como regente. |
| 1822 | - Episódio do “Grito do Ipiranga”: D. Pedro proclama a independência do Brasil. - Aclamação de D. Pedro como Imperador e Defensor Perpétuo do Brasil. - D. João VI jura, em Lisboa, a Constituição Liberal. |
| 1823 | - Vila-Francada, golpe de Estado conduzido por D. Miguel I de Portugal, filho do rei, com o intuito de pôr fim ao regime liberal. |
| 1824 | - Abrilada, segunda tentativa de golpe de Estado da autoria do mesmo português, D. Miguel sai do país e fixa-se na Áustria. |
| 1825 | - Fundação das Escolas Régias de Cirurgia de Lisboa e Porto. - Reconhecimento oficial da independência do Brasil, por parte de D. João VI. - Nascimento de Camilo Castelo Branco, escritor. |
| 1826 | - Morte de D. João VI. - O Conselho de Regência, presidido pela Infanta D. Isabel Maria, escolhe D. Pedro como sucessor da coroa portuguesa sob o título de D. Pedro IV de Portugal. - D. Pedro IV declara a Carta Constitucional. - O rei, por ser Imperador do Brasil, abdica do trono a favor da filha, na condição desta vir a casar com o tio, D. Miguel I. |
| 1828 | - Novo regresso a Portugal de D. Miguel I. - As Cortes de Lisboa aclamam D. Miguel rei absoluto. |
| 1830 | - Nascimento de João de Deus, poeta e pedagogo. |
| 1832 | - Início da guerra civil que se prolongará por dois anos. - Desembarque dos liberais no Mindelo e ocupação do Porto. |
| 1833 | - Ocupação de Lisboa pelo Duque da Terceira, comandante dos liberais. - D. Miguel transfere o governo para Santarém. |
| 1834 | - Derrota das tropas de D. Miguel nas batalhas de Almoster e Asseiceira. - Convenção de Évora-Monte que termina com a guerra entre liberais e absolutistas. - Deposição das armas e partida para o exílio de D. Miguel. - Morte de D. Pedro IV. - Aclamação de D. Maria II de Portugal. |
| 1835 | - Casamento de D. Maria com o príncipe Augusto de Beauharnais, que morre dois meses depois. |
| 1836 | - Casamento da rainha com D. Fernando de Saxe-Coburgo-Gotha. - Revolução de Setembro que restabelece a Constituição de 1822. - Reformas na Instrução Pública no governo de Passos Manuel. - Criação de liceus. - Fundação das Academias Reais de Belas-Artes de Lisboa e Porto. - Belenzada: golpe de Estado envolvendo a própria rainha, com intenção de recuperar os poderes que lhe haviam sido retirados pelo governo setembrista. - Revolta dos Marechais como reacção à Revolução de Setembro.                                                                                           |
| 1837 | - Nascimento de D. Pedro V de Portugal em Lisboa. |
| 1838 | - D. Maria II jura a nova Constituição. - Nascimento de D. Luís I de Portugal. |
| 1842 | - Novo golpe de Estado, liderado por Costa Cabral, com o intuito de derrubar a Constituição de 1838 e restaurar a Carta Constitucional. - Promulgação do novo Código Administrativo. - Reorganização da Guarda Nacional. - Reforma das Câmaras Municipais. - Nascimento de Antero de Quental, escritor, poeta e filósofo. |
| 1843 | - Início da construção do Teatro Nacional D. Maria II, em Lisboa. |
| 1844 | - Reforma do ensino. |
| 1845 | - Nascimento de Eça de Queirós, escritor. - Nascimento de Oliveira Martins, historiador. |
| 1846 | - Revolta da Maria da Fonte que faz cair o governo de Costa Cabral e o obriga a exilar-se. - Nascimento de Rafael Bordalo Pinheiro, caricaturista, ilustrador e ceramista. |
| 1849 | - Costa Cabral regressa e preside novamente ao Ministério. - Nascimento de Joaquim António da Fonseca Vasconcelos. |
|      | |
| 1851 | - Revolta do marechal Saldanha, a Regeneração, com intenção de reformar a Carta Constitucional e demitir Costa Cabral. |
| 1852 | - Abolição da pena de morte para os crimes políticos. |
| 1853 | - Emissão do primeiro selo postal português. - Morte de D. Maria II; D. Fernando, pai de D. Pedro V, fica regente na menoridade deste. |
| 1854 | - Morte de Almeida Garrett, ilustre poeta. |
| 1855 | - Aclamação de D. Pedro V. - Inauguração do 1º telégrafo eléctrico do país. - Nascimento de Cesário Verde, escritor. |
| 1856 | - Inauguração do primeiro troço de caminho-de-ferro português entre Lisboa-Carregado. |
| 1857 | - Nascimento de Columbano Bordalo Pinheiro, pintor. |
| 1858 | - Casamento do rei com D. Estefânia de Hohenzollern-Sigmaringen. |
| 1859 | - Fundação do Curso Superior de Letras. |
| 1860 | - Fundação do Hospital D. Estefânia, em Lisboa, em cumprimento do desejo da rainha. |
| 1861 | - Morte de D. Pedro V, e consequente subida ao trono do seu irmão D. Luís I de Portugal, por não ter deixado descendência. |
| 1862 | - Casamento de D. Luís I com D. Maria Pia de Saboia. |
| 1863 | - Nascimento de D. Carlos I em Lisboa. |
| 1864 | - Publicação do primeiro Código Civil português. - Abolição da pena de morte para os crimes civis. |
| 1865 | - Aparecimento da Questão Coimbrã. - Fundação do Partido Reformista. |
| 1866 | - Morte de D. Miguel I, no exílio. |
| 1867 | - Motim “Janeirinha”, devido ao novo imposto geral de consumo. - Alexandre Herculano retira-se para Vale de Lobos |
| 1869 | - Abolição da escravatura em todos os territórios portugueses. |
| 1871 | - Suspensão das Conferências Democráticas do Casino. |
| 1875 | - Fundação do Partido Socialista Português, com o nome de Partido Operário Socialista. |
| 1876 | - Fundação do Partido Progressista. |
| 1877 | - Inauguração da Ponte D. Maria Pia no Porto. - Primeira travessia de Angola ao Oceano Índico, por Serpa Pinto. - Morte de Alexandre Herculano, poeta e agricultor. |
| 1881 | - Início da construção da Ponte Dom Luís I no Porto. |
| 1883 | - Realização de uma Comissão Organizadora do Partido Republicano. |
| 1884 | - Travessia de África (Angola-Moçambique) por Hermenegildo Capelo e Roberto Ivens. - Criação do projecto “mapa cor-de-rosa” apresentado no Congresso de Berlim. |
| 1886 | - Casamento de D. Carlos I com D. Amélia de Orleães. |
| 1887 | - Nascimento do Príncipe Luís Filipe, Príncipe Real de Portugal em Lisboa. - Fundação da Associação Académica de Coimbra. |
| 1889 | - Morte de D. Luís I, e consequente aclamação de D. Carlos I de Portugal. - Nascimento de D. Manuel II de Portugal em Lisboa. |
| 1890 | - Ultimato britânico obriga Portugal a abandonar o território entre Angola e Moçambique. - Governo progressista cai e António de Serpa Pimentel é nomeado para formar novo governo. - Composição da marcha A Portuguesa por Alfredo Keil, futuro hino nacional de Portugal. - Eleições legislativas, tumultos causam 10 mortos e mais de 40 feridos. Eleitos 3 deputados republicanos por Lisboa. - Tratado de Londres assinado com a Grã-Bretanha define limites territoriais de Angola e Moçambique. - Remessas dos emigrantes no Brasil caem 80%, contribuindo para grave crise financeira. |
| 1891 | - Revolta de 31 de Janeiro: primeira tentativa de instaurar o regime republicano. - Bancarrota do Estado português. Papel moeda desvaloriza cerca de 10%. |
| 1900 | - É definido o Plano Geral das Vias Férreas a norte do Mondego. - 39ª eleições gerais portuguesas, com nova vitória do partido no governo. As listas monárquicas vencem em Lisboa e no Porto, não sendo eleitos deputados republicanos, apesar de terem mais votos. |

## Século XX
| Ano       | Evento(s) |
| --------- | --- |

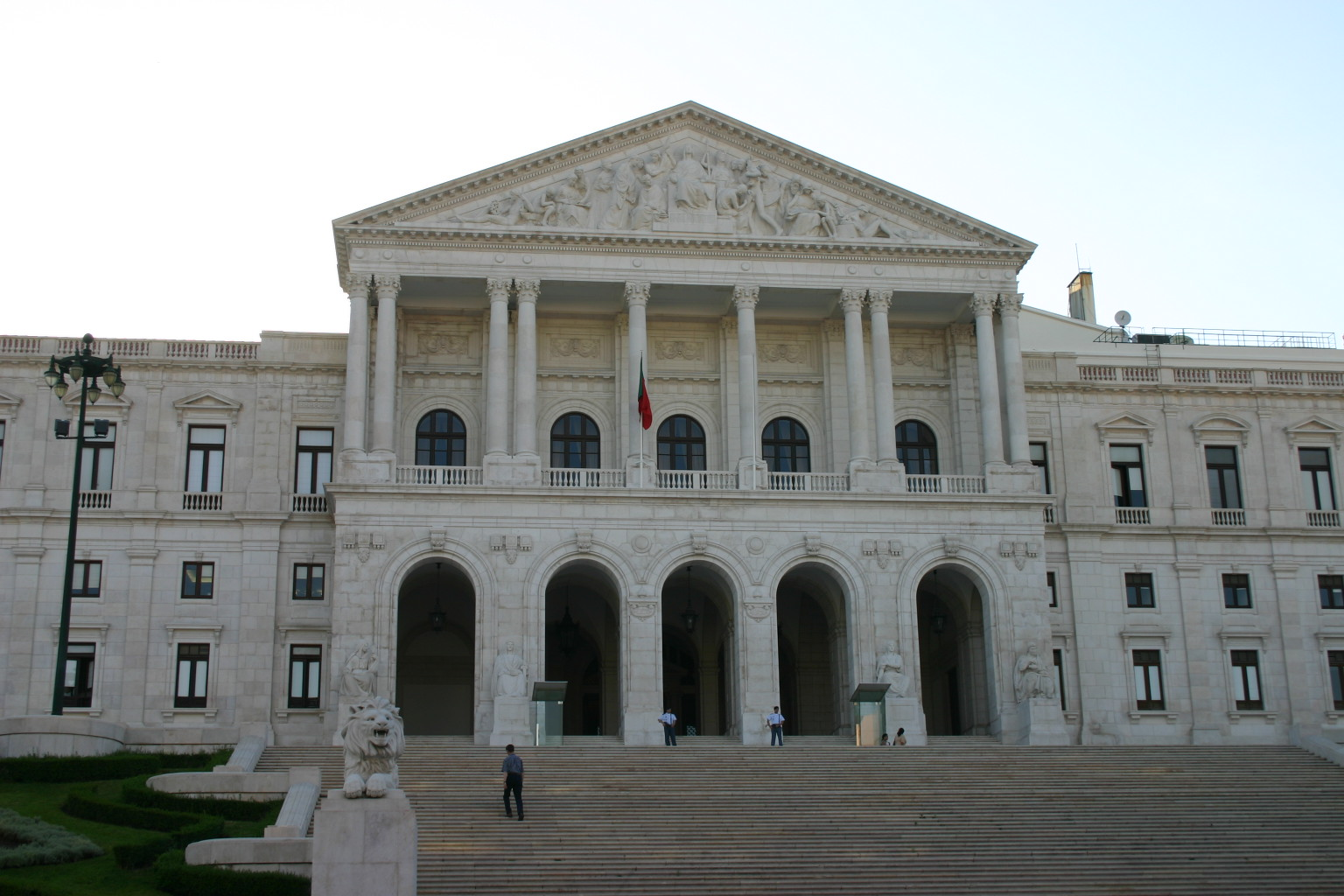
Palácio de São Bento, onde se situa a Assembleia da República

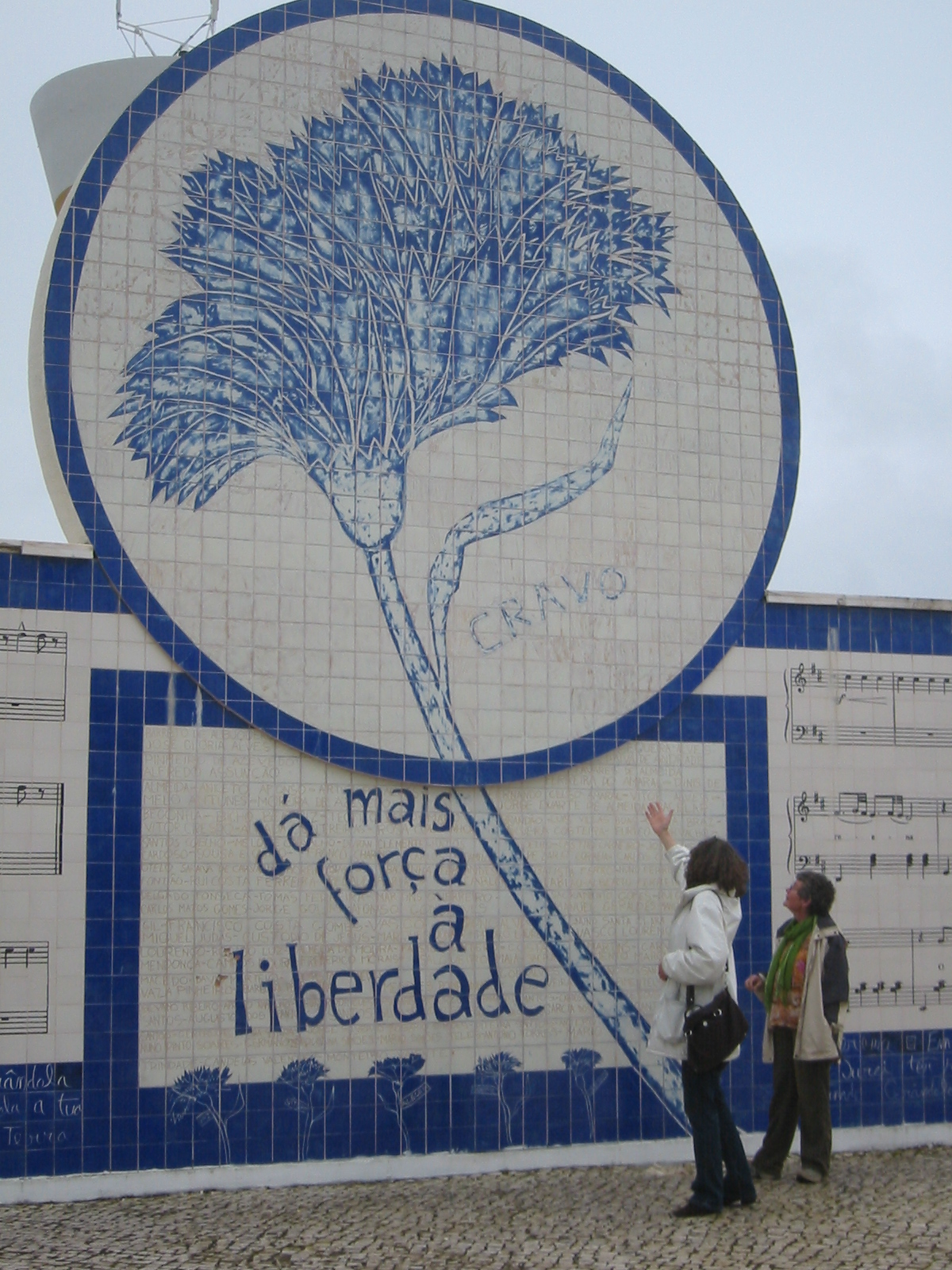
Memorial da Revolução dos Cravos de 25 de Abril de 1974 que depôs o regime ditatorial

Bandeira da União Europeia. Portugal adere à União Europeia em 1986

| 1901      | - Fevereiro-Março - Agitação clerical. |
| 1902      | - As Companhias Reunidas de Gás e Electricidade alargam a toda a cidade de Lisboa a iluminação eléctrica. |
| 1903      | - O rei Eduardo VII, de Inglaterra, visita oficialmente Portugal, reforçando as relações luso-britânicas. |
| 1904      | - Fracasso militar português em Cunene, Angola. - 16 de Novembro - Visita de Estado do Rei D. Carlos a Inglaterra, onde assina, com Eduardo VII, o Segundo Tratado de Windsor. |
| 1905      | - 23 de Fevereiro - Denunciado o contrato do monopólio do tabaco, detido pela Companhia de Henri Burnay, desde 1891. A concessão será renovada, fixando-se a renda fixa de 6520 contos de reis, por 25 anos, e sem hipótese de alteração. |
| 1906      | - 19 de Maio - Nomeação de João Franco para formar governo, começando, então, um regime ditatorial. - 16 de Fevereiro - São apreendidos, em Lisboa, os jornais "A Paródia", "Novidades" e "O Liberal", por criticas ao Governo. |
| 1907      | - Greve Académica de 1907 na Universidade de Coimbra. |
| 1908      | - 1 de Fevereiro - O rei D. Carlos I e o seu filho mais velho Luís Filipe, Príncipe Real de Portugal, são assassinados no Terreiro do Paço em Lisboa por militantes Republicanos. - Aclamação de D. Manuel II como rei de Portugal, por morte do seu pai e do seu irmão. - Demissão de João Franco e nomeação de um governo de coligação. |
| 1909      | - Em Fevereiro realizou-se um jogo que seria considerado o maior acontecimento desportivo da década, opondo uma equipa de Lisboa - que contava com oito jogadores do Benfica e três do Sporting - aos ingleses do Carcavelos. Vitória dos portugueses por 4-1. |
| 1910      | - 3 de Outubro - Revolução republicana em Lisboa. - 5 de Outubro - Implantação da República Portuguesa, constituindo-se o Governo Provisório sob a presidência do Dr. Teófilo Braga. Fim da Monarquia Constitucional Portuguesa. - D. Manuel II e D. Amélia vão para o exílio na Inglaterra. - 6 de Dezembro - Decreto de Brito Camacho reconhecendo o direito à greve e ao lock-out. |
| 1911      | - 10 de Janeiro - É decretado o descanso semanal obrigatório ao domingo. - 30 de Janeiro - Morte de José Monteiro da Costa, um dos fundadores do FC Porto. - 15 de Fevereiro - O Governo português cria a Comissão para o Estudo da Reforma Ortográfica. - 23 de Fevereiro - Os bispos portugueses contestam as medidas anticlericais da 1ª República: A expulsão das congregações, a Lei do divórcio, a criação do registo civil e o fim do juramento religioso nos tribunais. - 29 de Março - Reorganização dos serviços de instrução primária em Portugal. Criado o ensino infantil para os dois sexos. - 20 de Abril - Lei da Separação do Estado das Igrejas. - 22 de Maio - O Escudo é instituído como moeda oficial portuguesa, substituindo o real. - 21 de Agosto - Promulgação da Constituição da República, aprovada pela Assembleia Constituinte portuguesa. - 24 de Agosto - Manuel de Arriaga torna-se no primeiro Presidente da República. Início da 1ª República - 11 de Setembro - As potências europeias reconhecem a República Portuguesa. - 5 de Outubro - Paiva Couceiro lidera a primeira incursão monárquica. - 11 de Outubro - Manuel Teixeira Gomes apresenta credenciais de embaixador de Portugal no Reino Unido. - 25 de Novembro - D. Manuel Vieira Matos, bispo da Guarda é entregue ao poder judicial, acusado de desrespeitar a Lei da Separação do Estado da Igreja. - Albino Forjaz de Sampaio publica Prosa Vil e Como se Implantou a República em Portugal. |
| 1912      | - 6 de Julho - Segunda incursão de Paiva Couceiro. |
| 1913-1914 | - Governo de Afonso Costa. |
| 1914      | - 3 de Julho - As mulheres ficam proibidas de votar pela nova lei eleitoral. |
| 1914      | - 25 de Agosto - Primeira Guerra Mundial: em Moçambique dá-se o primeiro incidente de fronteira, com o ataque alemão ao posto fronteiriço de Maziúa, na fronteira do Rovuma, tendo sido morto o chefe do posto e incendiado o posto e as palhotas vizinhas. - Redução dos custos de armazenagem dos géneros alimentícios no porto de Lisboa. |
| 1915      | - 14 de Maio - Manuel de Arriaga é forçado a resignar depois da queda forçada do governo por uma revolução em Lisboa. - 29 de Maio - Teófilo Braga torna-se no 2º Presidente da República. - 5 de Agosto - Bernardino Machado torna-se no 3º Presidente da República. - 29 de Novembro - Afonso Costa regressa ao governo. - É editado o primeiro número da revista Orfeu na qual colabora Fernando Pessoa. |
| 1916      | - 23 de Fevereiro - Primeira Guerra Mundial: Portugal apreende os navios alemães nos portos portugueses, para serem «colocados ao serviço da causa luso-britânica». - 9 de Março - A Alemanha declara guerra a Portugal. |
| 1917      | - 23 de Fevereiro - Primeira Guerra Mundial: o segundo contingente do CEP (Corpo Expedicionário Português) parte para França. - 13 de Maio – 13 de Outubro - Aparições de Nossa Senhora aos três pastorinhos de Fátima. - 26 de Novembro - Primeira Guerra Mundial: A Segunda Divisão do Corpo Expedicionário Português assume a responsabilidade da sua parte do Sector Português na frente. - 5 de Dezembro - Sidónio Pais toma o poder. |
| 1918      | - 22 de Fevereiro - A Lei da Separação é revista- - 9 de Abril - O CEP sofre uma pesada derrota na Batalha de La Lys. - 28 de Abril - Sidónio Pais torna-se no 4.º Presidente da República depois de sufrágio universal masculino. - Outubro - Epidemia de gripe espanhola. - 11 de Novembro - É assinado o Armistício de Compiègne que põe fim a Primeira Guerra Mundial. - 14 de Dezembro - Sidónio Pais é assassinado. Conselho de Ministros liderado por Canto e Castro, chefia a República. - 16 de Dezembro - Canto e Castro torna-se no 5.º Presidente da República. |
| 1919      | - 19 de Janeiro - Monarquia do Norte. - Janeiro-Fevereiro - Guerra civil entre monárquicos e republicanos. - 22 de Setembro - Revisão da Constituição de 1911. - 5 de Outubro - António José de Almeida torna-se no 6º Presidente da República. |
| 1920-1921 | - Portugal atinge a maior taxa de inflação de sempre. |
| 1920-1923 | - O general Norton de Matos assume o cargo de alto-comissário da República em Angola. |
| 1921      | - 19 de Outubro - O chefe do governo, António Granjo, e o fundador da República, António Machado Santos, são assassinados na "Noite Sangrenta". |
| 1922      | - 17 de Junho - Chegada de Gago Coutinho e Sacadura Cabral ao Rio de Janeiro como meta para a primeira travessia aérea do Atlântico Sul |
| 1923      | - 6 de Outubro - Manuel Teixeira Gomes torna-se no 7º Presidente da República. |
| 1925      | - 18 de Abril - Levantamento militar contra o Governo. - 6 de Junho - Divisão do Partido Republicano Português no congresso. - 11 de Dezembro - Bernardino Machado torna-se no 8º Presidente da República. - 17 de Dezembro - Manuel Teixeira Gomes abandona definitivamente Portugal. - Início da transmissão regular de programas de rádio por Abílio Nunes dos Santos. |
| 1926      | - 28 de Maio - Um golpe de estado liderado pelo general Gomes da Costa em Braga leva à queda da I República e estabelece uma ditadura militar. - 31 de Maio - Mendes Cabeçadas torna-se no 9º Presidente da República. - 17 de Junho - Gomes da Costa torna-se no 10º Presidente da República. - 16 de Novembro - Óscar Carmona torna-se no 11º Presidente da República (implicitamente). |
| 1927      | - 3 a 9 de Fevereiro - Rebelião militar, fracassada, em Lisboa e Porto contra a ditadura militar. |
| 1928      | - O general Carmona é eleito Presidente da República por sufrágio directo a 25 de Março. É escolhido para ministro das Finanças, o Dr. António de Oliveira Salazar a 26 de Abril, que restabelece o equilíbrio orçamental em Agosto. - É reconhecido o direito de voto às mulheres. |
| 1929-1931 | - Crise económica e financeira mundial. |
| 1930      | - 8 de Julho - Acto Colonial. |
| 1931      | - 14 de Fevereiro - Imposto o condicionamento industrial que determina a necessidade de autorização ministerial para a abertura de novas fábricas e montagem ou substituição de máquinas. |
| 1932      | - 5 de Julho - Salazar torna-se Primeiro-Ministro. - Morte de D. Manuel II, em Inglaterra. |
| 1933      | - 19 de Março - Nova Constituição aprovada em plebiscito - 11 de Abril - Nova Constituição Política. - 29 de Agosto - É criada a Polícia Internacional e de Defesa do Estado (PIDE). - 23 de Setembro - Estatuto do Trabalho Nacional. - 7 de Novembro - Estreia o popular filme A Canção de Lisboa. - Tem início o novo regime designado por "Estado Novo". |
| 1934      | - 18 de Janeiro - Os trabalhadores vidreiros da Marinha Grande revoltam-se contra o governo de Salazar. - 26 de Maio - I Congresso da União Nacional. - 29 de Julho - O Movimento Nacional-Sindicalista é proibido. |
| 1935      | - 16 de Março - Regime Geral da Previdência. - A Maçonaria e todas as "sociedades secretas" são ilegalizadas. |
| 1936      | - 18 de Junho - Início da Guerra Civil Espanhola; Portugal toma várias iniciativas não oficiais de apoio aos "Nacionalistas". Participam 6000 voluntários portugueses (chamados "Viriatos"). - 19 de Maio - É criada a Mocidade Portuguesa. - 30 de Setembro - É criada a Legião Portuguesa. |
| 1937      | - 4 de Julho - Atentado à bomba contra Salazar. - Setembro - Leis de reforma do Exército. |
| 1940      | - Celebração de uma Concordata entre a República Portuguesa e a Santa Sé sobre vários aspectos entre a Igreja e o Estado. - De 23 de Junho a 2 de Dezembro de 1940: Exposição do Mundo Português, em Lisboa |
| 1944      | - Criado o Secretariado Nacional de Informação, Cultura Popular e Turismo, novo nome do Secretariado da Propraganda Nacional, na dependência directa de Oliveira Salazar. - 10 de Junho - É inaugurado o Estádio Nacional Português no vale do Jamor. |
| 1945      | - 8 de Outubro - Criação do grupo oposicionista MUD (Movimento de Unidade Democrática) |
| 1946      | - 18 de Fevereiro - Consistório presidido pelo Papa Pio XII, cria 32 novos cardeais, entre eles os brasileiros Jaime de Barros Câmara e Carlos Carmelo de Vasconcelos Motta, e o português Teodósio Clemente de Gouveia. - É criada a "província ultramarina" do Estado da Índia Portuguesa. |
| 1948      | - Janeiro - Ilegalização do MUD |
| 1949      | - É atribuído o Nobel de Medicina a Egas Moniz. |
| 1950      | - 2 de Janeiro - Morre no cárcere Militão Ribeiro, comunista português (começou sua militância no Brasil), herói da resistência à ditadura de Salazar. |
| 1951      | - 18 de Abril - Salazar ocupa temporariamente a chefia do Estado até à nova eleição. - 21 de Julho - Craveiro Lopes torna-se no 12º Presidente da República. |
| 1953      | 3 de Fevereiro - Massacre de Batepá (S. Tomé). Proprietários portugueses matam vários trabalhadores africanos. |
| 1954      | - União Indiana ocupa os enclaves de Nagar Haveli e Dadrá |
| 1957      | - Erupção do Vulcão dos Capelinhos, junto à freguesia do Capelo, ilha do Faial, Açores. - 7 de Março - Primeira transmissão em directo e início das emissões regulares da RTP. |
| 1958      | - 9 de Agosto - Américo Tomás torna-se no 13º Presidente da República. - 26 de Novembro - Prisão de Delgado Azevedo Gomes, Vieira de Almeida, Jaime Cortesão e António Sérgio, quatro destacados organizadores da campanha eleitoral de Humberto Delgado. |
| 1959      | - 12 de Março - Golpe da Sé, em Lisboa - 6 de Agosto - Greve no porto de Bissau; dá-se o Massacre de Pidiguiti (50 mortos) - 12 de Outubro - Guerra Colonial (antecedentes): Directiva do Estado-Maior do Exército sobre a definição da política militar do Exército Português, iniciando a preparação da defesa do Ultramar, face à já então prevista eclosão de acções de guerra subversiva. - 29 de Dezembro - Inaugurado o Metro de Lisboa. |
| 1960      | - 3 de Janeiro - Álvaro Cunhal político português foge da prisão de Peniche. |
| 1961      | - 21 de Janeiro - Assalto ao paquete "Santa Maria" por um comando ligado ao Directório Ibérico de Libertação chefiado por Henrique Galvão. - 4 de Fevereiro - Assalto à cadeia de Luanda e a uma esquadra da polícia por parte de militantes do MPLA, causando alguns mortos, e que marcou o início da luta armada pela independência daquela antiga colónia portuguesa, e o início da Guerra Colonial Portuguesa, já que pouco tempo depois o conflito alastrou-se às restantes colónias africanas. O actual Aeroporto Internacional de Luanda tem o nome de "4 de Fevereiro" para assinalar essa data histórica. Segue-se o massacre da Baixa do Cassange. - 23 de Fevereiro - O Conselho de Segurança da ONU emite a primeira resolução condenatória da política colonialista de António de Oliveira Salazar. - 15 de Março de 1961 - União das Populações de Angola (UPA) desencadeava os primeiros ataques às fazendas e vilas coloniais no norte de Angola, massacra centenas de colonos brancos e também negros, nas fazendas do café, zonas dos Dembos, Negage, Úcua e Nambuangongo. - Março/Abril - Golpe de Botelho Moniz - 24 de Agosto - Guerra Colonial: Início de uma operação conjunta, com aviação, pára-quedistas e forças terrestres, na serra de Canda (Angola). - 18 de Dezembro - Invasão do Estado da Índia (Goa, Damão e Diu) - 31 de Dezembro - Revolta militar em Beja                                                                                                 |
| 1962      | - 8 de Fevereiro - O navio escola NRP Sagres é incorporado na Marinha de Guerra Portuguesa. - 24 de Março - Crise Académica de 1962 (revolta estudantil contra o Estado Novo) |
| 1963      | - Janeiro - Início dos confrontos do Partido Africano para a Independência da Guiné e Cabo Verde com Portugal, marcando o começo da Guerra da Libertação da Guiné-Bissau, abrindo mais uma frente na Guerra Colonial Portuguesa. |
| 1964      | - 24 de Fevereiro - Início das campanhas da FRELIMO para a independência moçambicana, abrindo mais uma frente na Guerra Colonial Portuguesa. - 25 de Novembro - Guerra Colonial: O Comité de Libertação da OUA reconhece o MPLA como único representante do povo angolano. |
| 1965      | - 13 de Fevereiro - Humberto Delgado assassinado em Espanha por agentes da PIDE. |
| 1966      | - 6 de Agosto - Inauguração da ponte sobre o Tejo (Ponte 25 de Abril), com o nome de Ponte Salazar. |
| 1967      | - Maio - Visita do Papa Paulo VI a Portugal. - 17 de Maio - Assalto ao Banco de Portugal na Figueira da Foz, numa primeira acção da LUAR (Liga de Unidade e Acção Revolucionária). O golpe é dirigido por Hermínio da Palma Inácio; Assalto à sede da 3ª Região Militar em Évora: desvio de armas pela LUAR. - 1 de Outubro - Entrada ao serviço do NRP Albacora (S163) na Marinha Portuguesa. - 26 de Novembro - Grandes cheias da região de Lisboa. As inundações, associadas às precárias condições de habitação e à falta de ordenamento causam cerca de 500 mortos e deixam milhares de pessoas sem abrigo. |
| 1968      | - 27 de Setembro - Marcello Caetano torna-se primeiro-ministro de Portugal. - 26 de Novembro - Intervindo pela primeira vez na Assembleia Nacional, Marcello Caetano pronuncia-se a favor da manutenção da presença portuguesa em África. |
| 1969      | - 3 de Fevereiro - Eduardo Mondlane (dirigente da FRELIMO) assassinado. - 6 de Fevereiro - Desastre do Che-Che na travessia do rio Corubal, durante a retirada de Madina do Boé. (Guerra Colonial Portuguesa). - 26 de Novembro - Guerra Colonial: Os adidos militares em Lisboa dos Estados Unidos, Grã-Bretanha, França e Alemanha visitam Angola e Moçambique. |
| 1972      | - 16 de Dezembro - Tropas portuguesas massacram populações civis em Wiriyamu (Moçambique) |
| 1973      | - 19 de Abril - Fundado o Partido Socialista. Mário Soares é eleito secretário-geral. - 24 de Setembro - A Guiné-Bissau declara a independência. - 12 de Outubro - Guerra Colonial: O Governo Português revoga os polémicos diplomas sobre as carreiras no Exército (decretos de Sá Viana Rebelo sobre os milicianos) e nomeia uma comissão para estudar o assunto. |
| 1974      | - Os confrontos ocorridos no norte de Moçambique, em Janeiro, justificam o lançamento do primeiro comunicado do Movimento dos Capitães, na defesa da democracia e de uma solução política para a "questão ultramarina". - 16 de Março - Tentativa frustrada de golpe militar contra a ditadura que ficou conhecida como o Levantamento das Caldas. - 25 de Abril - Revolução dos Cravos em Portugal depõe a ditadura. Início da 3.ª República. A Junta de Salvação Nacional assume a chefia do estado. - 28 de Abril - Mário Soares regressa a Lisboa, vindo do exílio em França. - 30 de Abril - Álvaro Cunhal regressa a Lisboa, vindo do exílio, da Checoslováquia. - 15 de Maio - António de Spínola torna-se no 14º Presidente da República. O seu antecessor, Américo Tomás, tinha sido deposto a 25 de Abril. - 7 de Setembro - assinados os Acordos de Lusaka, entre o governo português e a FRELIMO, que levaram ao termo da Luta Armada de Libertação Nacional e à independência de Moçambique. - 10 de Setembro - Portugal reconhece a independência da Guiné-Bissau. - 28 de Setembro - Tentativa de golpe de estado em Portugal. A esquerda aproveita para ocupar de forma decisiva os lugares chave do Estado. - 30 de Setembro - O general Costa Gomes torna-se no 15º Presidente da República. - 25 de Novembro - Assinatura, em Argel, entre Portugal e o MLSTP, de um acordo para a independência do respectivo arquipélago.                                                  |
| 1975      | - 27 de Fevereiro - Em Portugal é aprovada a construção do Complexo Petroquímico de Sines. - 11 de Março - tentativa de golpe de estado de direita em Portugal liderada pelo general António de Spínola, que acaba fugindo para Espanha depois de roubar diverso material de guerra ao exército português. - 25 de Abril- Eleição da Assembleia Constituinte Portuguesa. - 25 de Junho - Independência de Moçambique. - 5 de Julho - Independência de Cabo Verde. - 12 de Julho - Independência de São Tomé e Príncipe. - 11 de Novembro - Independência de Angola. - 25 de Novembro - Tentativa de golpe de estado em Portugal por parte das forças de extrema esquerda. O país fica à beira da guerra civil. - 28 de Novembro - Timor-Leste declara a independência. |
| 1976      | - 2 de Abril - A Assembleia Constituinte aprova o texto da Constituição Portuguesa. - 25 de Abril - Realizam-se as Eleições legislativas portuguesas de 1976. - 14 de Julho - Ramalho Eanes torna-se no 16º Presidente da República. - 23 de Julho - Toma posse o I Governo Constitucional de Portugal. |
| 1979      | - 8 de Fevereiro - Portugal estabelece relações diplomáticas com a República Popular da China. |
| 1980      | - 1 de Janeiro Terremoto de grande intensidade Grupo Central do arquipélago dos Açores, que destruiu cerca de 80% dos edifícios da cidade de Angra do Heroísmo causando enormes danos não só na ilha Terceira mas também em na ilha de São Jorge na ilha Graciosa. - 7 de Março - Primeira transmissão regular a cores (da televisão) em Portugal (RTP). |
| 1982      | - Maio - Visita de João Paulo II a Portugal. |
| 1983      | - Março - Visita de João Paulo II a Portugal. - Início do resgate do FMI de 1983–85. |
| 1984      | - No verão de 1984, são abertos os Jogos Olímpicos em Los Angeles, no qual Carlos Lopes se sagra campeão olímpico na maratona, estabelecendo o recorde olímpico, que ainda hoje permanece como o actual recorde olímpico da maratona. Rosa Mota na maratona consegue o 3º lugar, antecipando de certa forma o feito que faria mais tarde nos Jogos Olímpicos de Seul. António Leitão, nos 5000m ganha a medalha de bronze. |
| 1986      | - 1 de Janeiro - Portugal e Espanha entram na União Europeia. - 9 de Março - Mário Soares torna-se no 17º Presidente da República. |
| 1991      | - Mário Soares é reeleito presidente. - Maio - Visita de João Paulo II a Portugal. |
| 1992      | - Primeira presidência de Portugal no Conselho da União Europeia. - 7 de Fevereiro - É assinado o Tratado da União Europeia, na cidade holandesa de Maastricht. |
| 1994      | - 11 de Abril - Num encontro com Cavaco Silva em Pequim, o chefe do Governo chinês, Li Peng, reconhece que Portugal ajudou a China a recuperar um estatuto internacional depois do massacre de Tiananmen. - 20 de Maio - Xanana Gusmão declara que só sairá da prisão para tomar parte nas negociações entre Portugal e a Indonésia. |
| 1995      | - 1 de outubro - PS vence as Eleições legislativas portuguesas de 1995, pondo fim a 10 anos de governo de Cavaco Silva |
| 1996      | - Jorge Sampaio torna-se no 18º Presidente da República. |
| 1998      | - 4 de Abril - Inaugurada a Ponte Vasco da Gama, em Lisboa, a maior ponte da Europa. - 18 de Maio - Inauguração da Linha do Oriente do Metropolitano de Lisboa. - 22 de Maio - Expo 98 em Lisboa. - 26 de Junho - Referendo ao aborto de 1998 - 8 de Outubro - É atribuído o Prémio Nobel da Literatura a José Saramago. - 8 de Novembro - Referendo à regionalização |
| 1999      | - 1 de Janeiro - O Euro começa a ser usado em transacções electrónicas, em onze países membros da União Europeia, designadamente a Alemanha, a Áustria, a Bélgica, a Espanha, a Finlândia, a França, a Holanda, a Irlanda, a Itália, o Luxemburgo e Portugal. - 20 de Dezembro - Macau é devolvida à China. |
| 2000      | - Maio - Visita do Papa João Paulo II a Portugal; no Santuário de Fátima beatifica os pastorinhos Francisco Marto e Jacinta Marto. |

## Século XXI
| Ano  | Evento(s) |
| ---- | --- |
| 2001 | - 14 de Janeiro - Eleições presidenciais de 2001: Jorge Sampaio é reeleito presidente. - 4 de Março - Tragédia de Entre-os-Rios - 16 de Dezembro – Eleições autárquicas que levam o primeiro-ministro António Guterres a anunciar a demissão. |
| 2002 | - 1 de Janeiro - O euro é adotado como moeda oficial. - 17 de Março - Eleições legislativas de 2002: vitória do PSD. Durão Barroso é primeiro-ministro. Coligação entre PSD e CDS para formar maioria. |
| 2004 | - 12 de Junho a 4 de Julho - Realização do Campeonato Europeu de Futebol. A final é entre Portugal e Grécia, sendo esta campeã. - Durão Barroso demite-se do cargo de primeiro-ministro, para ocupar o cargo de presidente da comissão europeia. Pedro Santana Lopes é nomeado para o seu lugar. |
| 2005 | - 20 de Fevereiro - Eleições legislativas portuguesas de 2005: vitória do PS com maioria absoluta. José Sócrates é primeiro-ministro. |
| 2006 | - 9 de Março - Aníbal Cavaco Silva torna-se no 19º Presidente da República. |
| 2009 | - Eleições legislativas com vitória do PS, sem maioria. |
| 2011 | - Reeleição de Cavaco para presidente. - O governo pede ajuda financeira à troika. Sócrates pede a demissão. Eleições legislativas com vitória do PSD. Pedro Passos Coelho é primeiro-ministro. Coligação entre PSD e CDS para suportar o governo, formando maioria. |
| 2015 | - 4 de Outubro - Realizam-se as Eleições legislativas com a vitória da coligação "Portugal à Frente", com maioria relativa. - 30 de Outubro - Pedro Passos Coelho toma posse como primeiro-ministro do XX Governo Constitucional. - 10 de Novembro - O governo apresenta a sua demissão depois do seu programa ter sido reprovado na Assembleia da República, com os votos contra do PS, BE, PCP, PEV e PAN. - 26 de Novembro - Toma posse o XXI Governo Constitucional chefiado por António Costa. Na Assembleia da República, o seu programa de governo é aprovado com os votos a favor do PS, BE, PCP e PEV. |
| 2016 | - 9 de Março - Fim do mandato presidencial de Aníbal Cavaco Silva. - 9 de Março - Início do mandato presidencial de Marcelo Rebelo de Sousa. - 10 de Julho - A Seleção Portuguesa de Futebol ganha o Campeonato da Europa organizado em França, a sua primeira conquista internacional ( golo único, na final contra a França, de Ederzito). |
| 2017 | - 1 de Janeiro - O antigo primeiro-ministro António Guterres inicia o seu mandato como Secretário-geral das Nações Unidas. - 7 de Janeiro - Morre aos 92 anos de idade Mário Soares, antigo Primeiro-Ministro e Presidente português. - 12 e 13 de Maio - Visita do Papa Francisco a Portugal, para a Celebração do Centenário das Aparições aos Pastorinhos em Fátima e canonização dos pastorinhos Francisco e Jacinta Marto. - 13 de Maio - Primeiro lugar na edição do Festival Eurovisão da Canção 2017 em Kiev (Ucrânia), tornando-se vencedor pela primeira vez com o tema "Amar Pelos Dois" interpretado por Salvador Sobral e composto por Luísa Sobral. - 17 de Junho - Incêndio florestal de Pedrógão Grande em 2017 provoca 66 mortos (1 vítima atropelada). - 1 de Outubro - Realizam-se Eleições autárquicas em Portugal, com a vitória do Partido Socialista. - 15 de Outubro - Incêndios florestais em Portugal de outubro de 2017 provocam 50 mortos |